# Codentify
Als Codentify bezeichnet man ein System zur Produktserialisierung, das von Philip Morris International (PMI) zur Echtheitsüberprüfung von Tabakwaren und zur Kontrolle der Lieferkette entwickelt und patentiert wurde. Während des Herstellungsvorganges wird jede einzelne Zigarettenschachtel mit einem individuellen und sichtbaren Code (auch „Codentify“ genannt) gekennzeichnet; auf diese Weise kann der Code im Zentralrechner auf Echtheit überprüft werden.
Im November 2010 vergab PMI die Systemlizenz auch an seine drei Hauptkonkurrenten, die British American Tobacco (BAT), die Imperial Tobacco Group (ITG) und die Japan Tobacco International (JTI). Gemeinsam gründeten diese vier Unternehmen die Digital Coding and Tracking Association (DCTA) (Gesellschaft für digitales Coding und Tracking), deren Ziel es ist, durch die Förderung dieses Systems die Steuermarken der Regierung zu ersetzen. Codentify wird von seinen Entwicklern als eine „Technologie zur Warenverfolgung und Produktauthentisierung“ beschrieben.

## Entstehungsgeschichte
Im Juli 2004 endete ein 12 Jahre lang andauernder Rechtsstreit zwischen Phillip Morris International und der Europäischen Union, bei dem es um Sanktionen gegen den Zigarettenschmuggel ging. PMI erklärte sich bereit, 1,25 Milliarden US-Dollar an den EU-Haushalt und an die Mitgliedsstaaten zu zahlen. Zusätzlich dazu wurde PMI verpflichtet, seine Produkte mit verfolgbaren Seriencodes zu kennzeichnen. Folglich wurden auch Verträge mit den anderen drei Haupttabakunternehmen abgeschlossen.
2005 entwickelte und patentierte Philip Morris Products S.A., eine Tochtergesellschaft der PMI, das Codentify System.
Ende 2010 vergab PMI die Lizenz für Codentify kostenlos an seine Hauptkonkurrenten BAT, JTI und ITG. Diese vier Unternehmen, welche gemeinsam für 71 % des weltweiten Zigarettenverkaufs (ausgenommen China) verantwortlich sind, einigten sich darauf, das von PMI entwickelte System für all ihre Produkte zu nutzen, um „einen industriell einheitlichen Standard, basierend auf Codentify“ zu gewährleisten. Die Framework Convention on Tobacco Control (FCTC) [Das Rahmenabkommen für Tabakkontrolle] äußerte umgehend Bedenken, dass „Codentify niemals zum Zwecke der Warenverfolgung genutzt werden sollte, denn die Regelung zur Warenverfolgung sollte der strengen Kontrolle und Verwaltung der Regierungen unterliegen“.
2011 schlossen sich die vier Unternehmen zur Digital Coding and Tracking Association (DCTA) [Gesellschaft für digitales Coding und Tracking] zusammen, um internationale Standards und digitale Technologien fördern, welche den Regierungen bei der Bekämpfung des Tabakschmuggels, der Produktpiraterie und Steuerhinterziehung helfen können. Die Gesellschaft wurde 2013 offiziell der Öffentlichkeit vorgestellt.
Laut DCTA ist ungefähr 12 % des weltweiten Zigarettenmarkts illegal und dieser illegale Anteil führt dazu, dass die nationalen Regierungen pro Jahr mehr als 40 Milliarden US$ an Steuereinnahmen verlieren und manche Quellen halten diesen Wert noch für eine extreme Unterschätzung. Die Abkommen zwischen der EU und den vier Haupttabakunternehmen zielen darauf ab, den illegalen Zigarettenhandel einzudämmen. Dieses Vorhaben wird allerdings von Fachexperten als absolut illusorisch gesehen. Nachdem sich Mitglieder des Europaparlaments darüber beschwert hatten, dass es unwirksam und unangemessen sei, dass Regierungen und Tabakkonzerne solche Verträge miteinander abschließen, hat die EU dieses Abkommen nicht weiter verlängert.

## Inexto
Im Juni 2016 gab die DCTA bekannt, dass sie Codentify an Inexto, eine Tochtergesellschaft der französischen Impala-Gruppe, abtreten würde. Dies wurde von den führenden Regulierungsbehörden, wie z. B. der FCTC und von Wissenschaftlern, wie Anna Gilmore, der Direktorin der Tabakkontrollforschungsgruppe der Universität von Bath scharf kritisiert. Professor Gilmore sagte, dass „Inexto keinesfalls als ausreichend unabhängig von der Tabakindustrie angesehen werden könnte.“ Andere Wissenschaftler, wie Luk Joossens, der Beauftragte für Anwaltschaft der europäischen Krebsgesellschaften, sind der Ansicht, dass dieser Verkauf „vorhersehbar“ war und dass die Tabakkonzerne nun „vorgeben“ werden, dass Codentify nicht länger ein fester Bestandteil der Tabakindustrie sei. PMI widerlegte diese Behauptung mit den Worten, dass „Inexto vollständig unabhängig von der Tabakindustrie sei“.
Ein Kommuniqué des argentinischen Anwalts Alejandro Sánchez Kalbermatten an die US-amerikanische Wertpapier- und Börsenaufsichtsbehörde (SEC) erläuterte die Beziehung zwischen PMI, Inexto und Impala in einem Diagramm.

## Technologie
Das Codentify-System basiert auf einem 12-stelligen alphanumerischen Code, welcher maschinell erstellt wird, einzigartig und für Menschen auslesbar ist. Dieser Code wird während der Produktion direkt auf jedes einzelne Produkt gedruckt. Die werksseitigen Codierungsschlüssel werden auf einem Server gespeichert und ermöglichen so die Produktion einer festgelegten Anzahl von Codentify Codes.
Der vom System kreierte Code wird wahllos zusammengestellt, daher gibt es 3412 mögliche Kombinationen. Eine ganze Reihe von Daten kann mit Hilfe dieses Codes verschlüsselt werden, wie z. B. Datum und Uhrzeit der Herstellung, die zur Herstellung verwendete Maschine Marke, Sorte, Schachtelgröße, Schachtelart, Zielmarkt und Preis.
Allerdings sind die Möglichkeiten des Systems auch beschränkt, denn es ist zwar einerseits möglich, den Code selbst auf Echtheit zu überprüfen, allerdings bedeutet dies nicht, dass auch das Produkt, auf dem der Code gedruckt wurde, echt ist, was Produkt-fälschungen ermöglicht. Ein Bewertungsbericht der europäischen Kommission zum Thema Warenverfolgung bemerkt in Abschnitt 5.1.2., dass der Code zum einen leicht kopiert werden kann und dass zum anderen keine Verbindung zwischen der einzelnen Zigarettenschachtel und dem Originalkarton hergestellt werden kann.

## Kritik
Codentify wird stark kritisiert, da es sich hierbei um ein von der Tabakindustrie gefördertes System handele und dessen Ziel es sei, die Gesundheitsbemühungen der Öffentlichkeit zu untergraben. Ferner sei es dem System nicht möglich, den illegalen Zigarettenhandel einzudämmen. Diese Kritik stammt sowohl von Wissenschaftlern, Gesundheitsgruppen, als auch von Regierungsbehörden, einschließlich der WHO.
Das Protokoll zur Unterbindung des unerlaubten Handels mit Tabakerzeugnissen besagt in Artikel 8 Absatz 12, dass die Tabakwarenverfolgung und -regulierung „nicht von der Tabakindustrie wahrgenommen oder dieser übertragen werden“ darf.
Kritiker der Tabakindustrie sind der Ansicht, dass Codentify einfach nicht gut genug ist, „da es sich zu sehr auf die Produktion konzentriert und keine Produktcodes speichert oder rückverfolgt.“
Harsche Kritik wurde auch an der werksseitigen Verschlüsselung geübt, welche genutzt wird, um die individuellen Verifizierungscodes der Produkte herzustellen. Da diese geheimen Verschlüsselungen auf Firmen- und Regierungsservern gespeichert werden, könnte ein Missbrauch dieser Privilegien dazu führen, dass Verbrecher zusätzliche Codes erstellen, welche vom System als echt eingestuft werden würden.
Kritiker meinen außerdem, dass die dezentralisierte Art des Systems auch eine ganze Reihe von anderen Produktfälschungsmöglichkeiten ermöglicht, wie z. B. „Code Recycling“, die Verwendung von Codes von Produkten, die in der Qualitätskontrolle durchgefallen sind, „Code Cloning“, wiederholtes Drucken des gleichen Codes auf mehrere Produkte und „Code Migration“, erneutes Drucken eines Codes aus einem anderen Land, welches zur mehrfachen Nutzung eines echten Codes führen würde.
Außerdem bezeichnet die „Action on Smoking and Health“ (ASH) das System als eine Art Blackbox, die von der Tabakindustrie ins Leben gerufen wurde und die unabgesicherte Arbeitsmaterialien verwendet und somit anfällig für die Wiederverwendung der Codes ist.
Philip Morris wurde über seine südamerikanische Tochtergesellschaft Massalin Particulares beschuldigt, bei der Implementierung von Codentify und Inexto in Argentinien von Bestechung und Erpressung Gebrauch gemacht zu haben.
„Die Direktoren, Manager und gesetzlichen Vertreter von PMI und seiner argentinischen Tochtergesellschaft Massalin Particulares S.R.L. (MP) werden im Rahmen eines Strafprozesses vom Bundesgericht überprüft...“, verlautete Rechtsanwalt Alejandro Sánchez Kalbermatten in einem 2017 verfassten Schreiben an die US-amerikanische Wertpapier- und Börsenaufsichtsbehörde (Securities and Exchange Commission) in den Vereinigten Staaten.